# Pieve di Santa Maria Assunta in Altaserra
La pieve di Santa Maria Assunta in Altaserra è un edificio sacro che si trova a Montebenichi, nel comune di Bucine.

## Storia e descrizione[1]
Probabilmente di origine paleocristiana, è documentata sin dall'VIII secolo nelle contese tra i vescovi di Arezzo e di Siena. Ricostruita nel XII secolo in stile romanico, dai decimari risulta avere autorità su ben sedici chiese.
L'attuale edificio, molto rimaneggiato, con semplice facciata a capanna ricostruita nell'Ottocento, si sviluppa su pianta a tre navate concluse da un'abside semicircolare. Le navate sono spartite da tre campate di archi che poggiano su pilastri quadrangolari. L'odierna copertura a capanna non corrisponde a quella originaria a quattro spioventi.
Nella chiesa si conservavano un fonte battesimale in pietra scolpita datato 1596 e un'acquasantiera del 1574.
All'esterno dell'edificio, nel 1899, fu rinvenuto un sarcofago in travertino di epoca longobarda, oggi conservato presso l'Accademia valdarnese del Poggio, a Montevarchi.
La pieve, insieme all'attigua canonica, è chiusa al pubblico e sostanzialmente abbandonata.